# Malacca
Malacca är en svensk film från 1987 med regi och manus av Vilgot Sjöman. I rollerna ses bland andra Gunilla Olsson, Charlotta Larsson och Kjell Bergqvist.

## Om filmen
Inspelningen ägde rum i Thailand och Stockholm med Anders Birkeland som producent och Tony Forsberg som fotograf. Filmen klipptes av Thomas Holéwa och premiärvisades den 8 februari 1987 på Göteborgs filmfestival. Den 9 februari hade den biopremiär på Hagabion i Göteborg och Fågel Blå i Stockholm. Den visades även av Sveriges Television 1992.
Sjöman har beskrivit filmen som en typisk auteurfilm, det vill säga en film där hela hans konstnärliga tematik finns komprimerad.

## Handling
Kajsa tänker gå i psykoanalys men får reda på att det är väntetid och under denna åker hon till Asien.

## Rollista
- Gunilla Olsson – Kajsa
- Charlotta Larsson	– Madelaine
- Kjell Bergqvist – Svenne
- Carl-Gustaf Lindstedt – analytikern
- Marc Klein-Essink – holländaren
- Per Myrberg – fadern
- Hanna Fernholm – Kajsa som liten
- Kraisakdee – "påven"
- Boo Vibulnant	– Mario
- Nok – Lek
- Ann – Taew
- Manas Boonyakiat – Leks mor
- Kasem Sapavasu – munken
- Margaret Miller – tandläkaren

### Fotnoter
1. 1 2 3 4  ”Malacca”. Svensk Filmdatabas. http://sfi.se/sv/svensk-filmdatabas/Item/?itemid=15899&type=MOVIE&iv=Basic&ref=/templates/SwedishFilmSearchResult.aspx?id%3d1225%26epslanguage%3dsv%26searchword%3dmalacca%26type%3dMovieTitle%26match%3dBegin%26page%3d1%26prom%3dFalse. Läst 20 maj 2013.